# Smile (песня Juice WRLD и The Weeknd)
«Smile» (с англ. — «Улыбка») — песня американского рэпера Juice WRLD и канадского певца The Weeknd, выпущенная 7 августа 2020 года в качестве шестого сингла с посмертного третьего студийного альбома Juice WRLD Legends Never Die. В день выхода сингла была выпущена обновлённая версия альбома с этой песней.

## Предыстория и релиз
В середине 2018 года ранняя демо-версия трека, на которой был только вокал Хиггинса, просочилась в сеть и быстро стала одной из его самых популярных утечек среди поклонников. 10 сентября 2019 Juice WRLD впервые показал свою заинтересованность в создании трека совместно с The Weeknd в Твиттере, сказав: «Я и The Weeknd сделаем бриллиантовую запись...». Демо-версия песни 2018 года впервые просочилась в сеть в июле 2020 года под названием «Sad». Почти через месяц после выхода посмертного третьего студийного альбома Juice WRLD Legends Never Die, 4 августа 2020 года, The Weeknd объявил, что сотрудничество между двумя артистами скоро начнётся, написав в Твиттере «XO + 999 в четверг вечером». Незадолго до выхода песни, 6 августа 2020 года, The Weeknd объявил название сингла как «Smile», а сам исполнитель после выхода песни позже заявил, что хотел бы, чтобы Juice WRLD был жив в данный момент и отпраздновал выход песни. Обновлённая версия Legends Never Die с участием этой песни также была выпущена вместе с синглом.

## Текст и музыка
Текст песни вращается вокруг Juice WRLD и The Weeknd, говорящих о своих внутренних демонах, разбитом сердце и их готовности пойти на жертвы в отношениях. В песне Juice WRLD неосознанно предвещает и упоминает свою смерть в 2019 году в строке «дьявол на моём плече говорит мне, что я скоро умру, я действительно не хочу, чтобы это повлияло на тебя».

## Музыкальное видео
Музыкальный видеоклип на песню «Smile» был выпущен вместе с песней 7 августа 2020 года. Визуальный образ Juice WRLD и The Weeknd, нарисованный художником, демонстрируется в видео, в то время как текст песни появляется внизу в центре экрана.

## Творческая группа
По данным Tidal.
- Джаред Хиггинс – вокал, автор песни, композиция
- Эйбел Тесфайе – вокал, автор песни, композиция
- Taz Taylor – автор песни, композиция, продюсер
- Cxdy – автор песни, композиция, продюсер
- Николас Мира – автор песни, композиция, продюсер

## История релиза
| Регион    | Дата           | Формат                     | Лейбл              | Прим.  |
| --------- | -------------- | -------------------------- | ------------------ | ------ |
| Различный | 7 августа 2020 | Цифровая загрузка стриминг | Grade A Interscope | [ 13 ] |

## Чарты
| Чарт (2020)                           | Высшая позиция |
| ------------------------------------- | -------------- |
| Австралия (ARIA)                      | 8              |
| Австрия (Ö3 Austria Top 40)           | 39             |
| Бельгия/Фландрия (Ultratop 50)        | 48             |
| Канада (Billboard Canadian Hot 100)   | 7              |
| Чехия (Singles Digitál Top 100)       | 27             |
| Дания (Tracklisten)                   | 24             |
| Финляндия (Suomen virallinen lista)   | 17             |
| Франция (SNEP)                        | 152            |
| Германия (GfK)                        | 57             |
| Венгрия (Stream Top 40)               | 15             |
| Ирландия (IRMA)                       | 14             |
| Литва (AGATA)                         | 15             |
| Нидерланды (Single Top 100)           | 47             |
| Новая Зеландия (Recorded Music NZ)    | 12             |
| Норвегия (VG-lista)                   | 16             |
| Португалия (AFP)                      | 32             |
| Шотландия (OCC Scotland)              | 49             |
| Сингапур (RIAS)                       | 14             |
| Словакия (Singles Digitál Top 100)    | 32             |
| Швеция (Sverigetopplistan)            | 17             |
| Швейцария (Schweizer Hitparade)       | 42             |
| Великобритания (OCC UK Singles)       | 23             |
| США (Billboard Hot 100)               | 8              |
| США (Billboard Hot R&B/Hip-Hop Songs) | 5              |
| США Rolling Stone Top 100             | 2              |